# SNCF X 5000
De X 5000 zijn treinstellen op meterspoor. Het eerste treinstel werd afgeleverd in Corsica in 1981. Deze twee treinstellen werden besteld voor het versterken van de vloot, maar ook om het vermogentekort van de X 2000 treinstellen te compenseren.